# کایهون کاگ (آریزونا)
کایهون کاگ (به انگلیسی: Kaihon Kug) یک منطقهٔ مسکونی در ایالات متحده آمریکا است که در آریزونا واقع شده‌است. کایهون کاگ ۶۱۰ متر بالاتر از سطح دریا واقع شده‌است.